# Capitan Futuro
Capitan Futuro (Captain Future) è un personaggio immaginario ideato dallo scrittore Edmond Hamilton e protagonista di una serie di romanzi dell'epoca d'oro della fantascienza; la serie ha ispirato delle trasposizioni a fumetti e televisive.

## Storia editoriale
Il personaggio originale esordì pubblicato dalla Thrilling/Standard/Better di Ned Pines nelle riviste pulp dal 1940 al 1951 protagonista di 27 racconti o romanzi brevi. Le storie apparvero principalmente in una serie dedicata al personaggio eccetto le ultime pubblicate invece nella serie Startling Stories. Sono ritenute un buon esempio dello stile space opera in voga in quel periodo. Una diversa versione del personaggio fu pubblicata nella serie a fumetti Nedor Comics della omonima casa editrice. Le storie sono emozionanti e ben congegnate, ma semplicistiche nello stile e nella caratterizzazione; soltanto in quelle più recenti Hamilton è riuscito a infondere del pathos nei suoi personaggi, forse grazie all'influenza positiva della moglie, Leigh Brackett, anch'essa scrittrice di fantascienza. Svariati critici le attribuiscono il merito del miglioramento qualitativo delle opere di Hamilton successive al loro matrimonio.

## Biografia del personaggio
Capitan Futuro è Curtis Newton, un brillante scienziato e avventuriero, che percorre il sistema solare risolvendo problemi, correggendo ingiustizie, e sconfiggendo futuristici supercattivi. Nel 1990 lo scienziato Roger Newton, sua moglie Elaine e il suo brillante collega Simon Wright lasciano la Terra per una spedizione di ricerca in un isolato laboratorio sulla Luna. Il corpo di Simon è vecchio e malandato e Roger gli consente di continuare le sue ricerche trasferendo il suo cervello, perfettamente lucido, in un contenitore artificiale fluttuante. Lavorando insieme, i due scienziati riescono a creare un robot intelligente che chiamano Grag e un androide con la capacità di mutare forma, chiamato Otho. Sfortunatamente lo scienziato criminale Victor Kaslan arriva sulla Luna e assassina i Newton. Sopravvive soltanto il figlio Curtis che viene cresciuto dall'insolito trio composto da Otho, Grag e Simon Wright - spesso chiamato il Cervello Vivente. Sotto la loro tutela, Curtis cresce fino a diventare un brillante scienziato, oltre che un atleta dotato di forza e velocità da campione. Sviluppa un forte senso di responsabilità e spera di usare le sue doti scientifiche per aiutare il prossimo. Nella prima avventura, offre i suoi servigi al Presidente del Sistema Solare, utilizzando, per una misura di riservatezza, lo pseudonimo di Capitan Futuro. Simon, Otho e Grag sono chiamati, nelle storie successive, i Futuremen.

## Ambientazione
La serie contiene svariate concezioni sul sistema solare che appaiono oggi alquanto ingenue ma ancora plausibili all'epoca della prima pubblicazione. Tutti i pianeti del sistema solare, insieme a molti satelliti e asteroidi, sono abitabili, e la maggior parte lo sono effettivamente da parte di specie umanoidi extraterrestri. Le prime avventure si svolgono sui pianeti del sistema solare, mentre quelle più tarde portano l'eroe verso altre stelle, in altre dimensioni e addirittura in epoche remote del passato e del futuro.

## Comprimari
Altri personaggi frequenti nelle storie sono il vecchio generale spaziale Ezra Gurney, la bella agente della Pattuglia Planetaria Joan Randal (che susciterà in Curtis un interesse sentimentale) e James Carthew, Presidente del Sistema Solare, il cui ufficio è nella città di New York. Capitan Futuro incontrerà molti avversari nella sua carriera, ma il suo arcinemico è Ull Quorn, il cosiddetto "Mago di Marte". Quorn è uno scienziato le cui capacità rivaleggiano quelle di Capitan Futuro. È l'unico cattivo che appare più di una volta nella serie, in quattro storie diverse. È in parte marziano, ma suo padre era il malvagio Victor Kaslan. Un personaggio presente soltanto nella serie animata è invece il giovane Ken Scott.

## Elenco dei racconti
Racconti pubblicati sulla rivista Captain Future. Molte edizioni furono ristampate negli anni sessanta in formato tascabile.
Racconti
- The Space Emperor Edmond Hamilton inverno 1940 [ristampato come Captain Future and the Space Emperor]
- Calling Captain Future Edmond Hamilton primavera 1940
- Captain Future's Challenge Edmond Hamilton estate 1940
- The Triumph of Captain Future Edmond Hamilton autunno 1940 [ristampato come Galaxy Mission]
- The Seven Space Stones Edmond Hamilton inverno 1941 [ristampato come Captain Future and the Seven Space Stones]
- Star Trail to Glory Edmond Hamilton primavera 1941
- The Magician of Mars Edmond Hamilton estate 1941 - Il Mago di Marte (Gemini nº3 - Solaris- 1977)
- The Lost World of Time Edmond Hamilton autunno 1941
- Quest Beyond the Stars Edmond Hamilton inverno 1942
- Outlaws of the Moon Edmond Hamilton primavera 1942
- The Comet Kings Edmond Hamilton estate 1942
- Planets in Peril Edmond Hamilton autunno 1942
- The Face of the Deep Edmond Hamilton inverno 1943
- Worlds to Come Joseph Samachson primavera 1943 - attribuito alla curatrice editoriale Brett Sterling
- Star of Dread Edmond Hamilton estate 1943 - attribuito alla curatrice editoriale Brett Sterling
- Magic Moon Edmond Hamilton inverno 1944 - attribuito alla curatrice editoriale Brett Sterling
- Days of Creation Joseph Samachson primavera 1944 - attribuito alla curatrice editoriale Brett Sterling[ristampato come Tenth Planet]

Rivista Startling Stories
Racconti
- Red Sun of Danger Edmond Hamilton primavera 1945 - attribuito alla curatrice editoriale Brett Sterling[ristampato come Danger Planet] [Retro Hugo Award 1996]
- Outlaw World Edmond Hamilton inverno 1946 - Il Pianeta dei fuorilegge (Gemini nº11 - Solaris - 1978)
- The Solar Invasion Manly Wade Wellman autunno 1946

Romanzi brevi
- The Return of Captain Future Edmond Hamilton 01/01/50 - Il Ritorno di Capitan Futuro (in C'era una Volta il Futuro..., in Nova SF* nº54, Perseo, 2002)
- Children of the Sun Edmond Hamilton 05/01/50 - Figli del Sole (in Alia: L'arcipelago del fantastico nº 3, CS Coop. Studi, 2005)
- The Harpers of Titan Edmond Hamilton 09/01/50
- Pardon My Iron Nerves Edmond Hamilton 11/01/50 - Scusate i miei nervi d'acciaio (in ...se in un giorno lontano, un viaggiatore, in Nova SF* n. 63, Perseo,- 2003)
- Moon of the Unforgotten Edmond Hamilton 01/01/51 - La luna degli eterni ricordi (in Sulla via delle stelle, in Nova SF* n. 50, Perseo, 2001)
- Earthmen No More Edmond Hamilton 03/01/51
- Birthplace of Creation Edmond Hamilton 05/01/51

### Apocrifi
- La morte di Capitan Futuro (The Death of Captain Future, 1995), di Allen Steele: romanzo breve (premio Hugo per il miglior romanzo nel 1996)[4][1][3], rappresenta un pastiche complesso dal punto di vista psicologico e sociale dell'opera di Hamilton. Questo racconto però non è veramente parte dell'universo letterario del personaggio perché è incentrato su un lettore dei suoi racconti che ha deciso di emularlo.

## Altri media
Televisione
Serie televisiva animata
- Capitan Futuro: anime in 52 episodi prodotta dalla Toei Animation nel 1978.